# Strandhugget
Strandhugget är en tätort i Borgs socken i Norrköpings kommun i Östergötlands län med 261 invånare (2010). Vid 2015 års tätortsavgränsning hade tätorten vuxit samman med Eksunds tätort.
Strandhugget är beläget vid Motala ströms södra strand, nära Glan.

## Administrativ historik
SCB avgränsade år 1990 området som en småort med benämningen Norrköping:2. Småortens benämning ändrades sen till Almborga för att sen år 2010 få namnet Strandhugget när orten blev en tätort.

## Befolkningsutveckling
| Befolkningsutvecklingen i Strandhugget/Almborga 1990–2010        | Befolkningsutvecklingen i Strandhugget/Almborga 1990–2010 | Befolkningsutvecklingen i Strandhugget/Almborga 1990–2010 | Befolkningsutvecklingen i Strandhugget/Almborga 1990–2010 | Befolkningsutvecklingen i Strandhugget/Almborga 1990–2010 |
| ---------------------------------------------------------------- | --------------------------------------------------------- | --------------------------------------------------------- | --------------------------------------------------------- | --------------------------------------------------------- |
|                                                                  |                                                           |                                                           |                                                           |                                                           |
| År                                                               |                                                           |                                                           | Folkmängd                                                 | Areal (ha)                                                |
| 1990                                                             | 1990                                                      |                                                           | 72                                                        | 20#                                                       |
| 1995                                                             | 1995                                                      |                                                           | 76                                                        | 22#                                                       |
| 2000                                                             | 2000                                                      |                                                           | 97                                                        | 22#                                                       |
| 2005                                                             | 2005                                                      |                                                           | 193                                                       | 23#                                                       |
| 2010                                                             | 2010                                                      |                                                           | 261                                                       | 23                                                        |
| Anm.: Ny tätort 2010. Sammanvuxen med Eksund 2015. # Som småort. |                                                           |                                                           |                                                           |                                                           |